# Carmen Giménez Martín
Carmen Giménez Martín (Casablanca, el Marroc, 10 de gener de 1943) és una conservadora d'art espanyola, considerada una de les més importants de l'escultura modernista) al món. Gran coneixedora de l'obra Pablo Picasso, forma part del Patronat del Museu Nacional del Prado, La Fundació Pilar i Joan Miró. És curadora del Solomon R. Guggenheim Museum, Nova York, des de 1989. Va contreure matrimoni amb l'anglès John Peter Trafford (nascut a Xile) del que se'n divorcià.

## Joventut
Va néixer el 10 de gener de 1943 en la localitat de Casablanca, el Marroc al si d'una família republicana jueva, fortament involucrada amb la política, que cercà refugi de la Guerra Civil Espanyola en aquesta ciutat. Va realitzar els seus estudis elementals i batxiller a la seva ciutat natal, en escoles franceses.
Decideix traslladar-se a França per estudiar la carrera de ciències polítiques, instada pel seu pare a tenir una carrera que la sustenti. Estudia a la Universitat de París el 1963. S'adona que no seria bona en la política i es titula en Història de l'Art a l'École du Louvre en 1965.

## Següent etapa
A París, visita moltíssimes exposicions com la de Picasso en el Grand Palais en 1964, o la de Miró, així com totes les realitzades en el Museu d'Art Modern de París. Coneix artistes de l'època, com Herbin, Etienne-Martin, el Nouveau Réalistes, Serge Poliakoff, Soulages, Marcel Gromaire, Hartung, Jesús Soto i Cruz-Diez, tots presentats a través de la col·leccionista Liliane Pollak, tia del seu exmarit. Inspirada pels artistes espanyols que troben a França sorgeix el seu desig de treballar en museus.
El 1967 aconsegueix mudar-se a Espanya on comença el seu treball en el muntatge d'exposicions gràfiques fins a 1979, per després situar-se a Boston treballant per Vesti Corporation i Waine Anderson. Organitza diverses exposicions com el Grabado Español Contemporáneo: Desde Miró a 1978, Correspondencias entre arquitectura y la escultura, en la qual s'havia inclòs Richard Serra i Frank Gehry. El 1983, Tendencias en Nueva York, muntada al Palau de Velázquez, Madrid, que recorre diverses ciutats a comanda del govern francès. Va incloure artistes com Susan Rothenberg, Julian Schnabel, David Salle o Keith Haring entre d'altres.
En 1983 torna a Espanya i s'ocupa del Centre Nacional d'Exposicions amb el primer govern socialista després de la Guerra Civil Espanyola. Durant aquesta etapa transformà l'Hospital de San Carlos el Museu Reina Sofia, que obre les portes el 26 de maig de 1986. Desenvolupa un programa expositiu inicial per a la mostra Referències i Identitats començant amb els artistes espanyols Antoni Tàpies i Puig, Saura, Chillida i amb estrangers com Cy Twombly, Georg Baselitz i Richard Serra. Sense barrejar estils, cadascun amb el seu espai però establint una consonància. Es van exhibir col·leccions com Panza, la col·lecció Sonnabend, la Phillips, Matisse i la col·lecció Beyeler. Durant aquest breu trajecte al Museu Reina Sofia aviva el seu interès per les escultures. El 1988 Tomás Llorens és nomenat primer Director del Museu.
Des de 1989, any que es radica a Nova York, és conservadora d'Art del segle xx al Museu Solomon R. Guggenheim de Nova York. El 1993 presenta l'exposició Picasso i l'Edat del Ferro. Contínua el 1997 amb A Century of Sculpture.
Va col·laborar amb la creació del Museu Guggenheim de Bilbao, inaugurat el 1997, mateix any en què es va involucrar a la planificació del Museu Picasso de Màlaga, del que va ser directora fins a 2004, comissariant el 2003 'El Picasso dels Picasso', exposició amb la qual es va inaugurar. Exhibeix 'Brancusi: The Essence of Things' el 2004. El 2005 'Richard Serra: La Matèria del Temps', any 2006 'David Smith: A Centennial' i 'Picasso: Tradició i Avantguarda'. El 2007 'Spanish Painting from El Greco to Picasso: Time, Truth, and History' i El 5 d'octubre de 2012 va inaugurar 'Picasso en blanc i negre' en el Museu Guggenheim de Nova York.
Forma part del Patronat del Museu Nacional del Prado, de l'Acadèmia Scientiarum et Artium Europaea de Salzburg i de l'International Council de Berlín. També és propera a la Real Academia de Bellas Artes, de la que fou nomenada acadèmica en 2012 i per la qual va organitzar l'exposició dedicada a la col·lecció Thyssen-Bornemisza.